# La bestia nello spazio
La bestia nello spazio è un film erotico fantascientifico italiano del 1980 diretto da Alfonso Brescia.

## Trama
Il capitano spaziale Larry Madison parte per il lontano pianeta Lorigon alla ricerca dell'Antalium, un misterioso e preziosissimo materiale. Giunti sul pianeta dopo un viaggio avventuroso, Larry e la sua squadra scoprono ben presto che l'Antalium è fondamentale per tenere in funzione un mega-computer che controlla tutti quelli che vivono sul pianeta: la priorità a questo punto diventa quella di riuscire a tornare sulla Terra sani e salvi il prima possibile.

## Distribuzione
Il film venne distribuito una seconda volta nel 1982, con l'aggiunta di scene esplicitamente pornografiche interpretate da Marina Lotar, col titolo La bestia porno nello spazio.
La protagonista e Robert Hundar nella scena hardcore sono controfigurati.

## Collegamenti ad altri film
Nel film il riferimento alla "bestia" del titolo (scelto per cavalcare l'onda del successo del film La Bestia di Walerian Borowczyk del 1975, anch'esso interpretato da Sirpa Lane) si spiega con l'incontro erotico, nel pianeta Lorigon, tra l'astronauta interpretata dalla Lane e un mostruoso essere alieno, dotato, come la "bestia" del film di Borowczyk, di un enorme membro virile e di un insaziabile appetito sessuale.